# Аброфиллум
Аброфиллум (лат. Abrophyllum) — монотипический род цветковых растений семейства Rousseaceae по системе APG II. Система Энглера относит род к семейству Камнеломковые. Единственный вид — Abrophyllum ornans.

## Биологическое описание
Крупный кустарник или маленькое дерево 5—8 м высотой. Листья простые, 10—20 см длиной и 3—8 см шириной, супротивные, ланцетные, длинно заострённые, почти зубчатые по краю, с заметными жилками, глянцевые, зелёные, на черешках 2—4 см длиной. Цветки в конечных или пазушных щитках, мелкие зеленовато-желтоватые, слабо ароматные. Плоды — мелкие пурпурно-черные ягоды, продолговатые около 1,2 см длиной и 0,7 см шириной. Цветение в октябре-декабре.

## Распространение
Произрастает в Австралии в Новом Южном Уэльсе и Квинсленде в субтропических лесах.